# Belitsa
Belitsa (en búlgaro: Белѝца) es una ciudad de Bulgaria, capital del municipio homónimo en la provincia de Blagóevgrad.

## Geografía
Se encuentra a una altitud de 837 m s. n. m. a 158 km de la capital nacional, Sofía.

## Demografía
Según estimación 2012 contaba con una población de 3 193 habitantes.
|         | 2004  | 2005  | 2006  | 2007  | 2008  | 2009  | 2010  |
| Mujeres | 1 675 | 1 657 | 1 645 | 1 641 | 1 633 | 1 640 | 1 622 |
| Varones | 1 529 | 1 509 | 1 504 | 1 500 | 1 501 | 1 497 | 1 469 |
| Total   | 3 204 | 3 166 | 3 149 | 3 141 | 3 134 | 3 137 | 3091  |